# Бродячая принцесса
«Бродячая принцесса», (яп. 流転の王妃: рутэн-но о:хи; англ. The Wandering Princess) — японский историко-биографический фильм-драма, поставленный в 1960 году. Хотя фильм основан на реальной истории, имена героев изменены.
В качестве режиссёра-постановщика выступила известная актриса Кинуё Танака. Четвёртое обращение знаменитой японской актрисы к кинорежиссуре — это впечатляющее сотрудничество со сценаристкой Натто Вадой (женой режиссёра Кона Итикавы, автором сценария его фильма «Бирманская арфа»). Сценарий «Бродячей принцессы» основан на автобиографической книге Хиро Сага (1914—1987). 
Через несколько месяцев после публикации в августе 1959 года её мемуаров (под именем Хиро Айсинкакура, — японское произношение иероглифов её свадебного имени Хиро Айсинь-Гьоро), был создан проект кинопостановки и подписан контракт между ней, её младшей дочерью Хушен, а со стороны кинокомпании свои подписи поставили Кинуё Танака, Матико Кё и Хидэо Мацуяма, генеральный директор Daiei.
В центре внимания как книги мемуаров, так и снятого по ней фильма — японка, выданная замуж за младшего брата «марионеточного» императора Маньчжурии во время оккупации этого региона Японией в 1930-х и начале 1940-х годов. Популярная японская актриса Матико Кё играет главную роль в этом сложном рассказе о женских трудностях, сорванном желании, устроенном браке и иге имперской мужской власти. Она превращается в трагическую романтическую драму влюблённых, когда Япония проигрывает войну.
Всё же фильм не совсем точно излагает историю этой семьи, поскольку на самом деле у Хиро Сага и Пу Цзе было две дочери. Младшая дочь прошла тяжёлые испытания с матерью, а старшая с 1943 года жила в Японии у бабушки, именно старшая дочь Хуэйшэн в возрасте 19 лет совершила двойное самоубийство с возлюбленным. Фильм вышел в свет в 1960 году, а в 1961 году муж героини Пу Цзе был освобождён, и они вместе поселились в Пекине, где прожили до конца жизни, хотя и похоронены оба в Японии.

## Сюжет
Фильм открывается сценой, относящейся к 1957 году, которая отображает печально известный инцидент, уже известный аудитории и не пояснённый на экране. В этой сцене, главная героиня повествования Рюко нежно склоняется над телом безжизненной школьницы. Эта девушка — покончившая с собой её дочь Эйсэй.
Далее действие перемещается на 20 лет назад, в 1937 год. Рюко беззаботная молодая девушка благородного происхождения, мечтающая стать художницей и живущая с родителями и бабушкой в роскошном семейном доме в Токио. Беспечная жизнь молодой женщины неожиданно прерывается неожиданным предложением брака. Рюко, как старшая дочь известного дворянского рода, была выбрана в качестве возможной невесты для младшего брата бывшего императора династии Цин, который теперь является символическим лидером японского марионеточного государства в Маньчжурии. По понятным причинам, семья настороженно отнеслась к этому предложению брака, тем более, что послом для переговоров о помолвке в их дом прибывает кадровый военный, генерал Асабуки. Но политическая причина, престиж и первая встреча, во время которой предполагаемый жених Футэцу производит хорошее впечатление, убеждают семью, да и саму кандидатку в невесты Рюко, которая даёт своё согласие, и свадьба празднуется 3 апреля 1937 года.
Рюко покидает Японию вместе со своим мужем, её представляют ко двору маньчжурского императора, и пара обосновывается в Чанчуне. Рюко учится говорить по-китайски и посвящает себя тому, чтобы стать китаянкой настолько, насколько это возможно. Когда в 1938 году рождается их дочь Эйсэй, пара решает воспитать её как ребёнка нового мира, воплощения идеализированной культурной интеграции. Мир, однако, не такой добрый, и тупая сила милитаризма продолжает создавать барьер для семейной гармонии. Силы военной полиции не дают Футэцу видеться со своим братом, в то время, как одинокий, параноидальный «император» подозревает, что Рюко — японская шпионка, посланная чтобы подорвать его правление. Тем не менее, супруги наслаждаются счастьем своей любви. Этот период счастья внезапно прерывается советским вторжением в Маньчжурию в августе 1945 года. Футэцу взят в плен русскими, а Рюко и её свита вынуждены бежать на юг в сторону корейской границы. После семнадцати месяцев, отмеченных длительными утомительными переходами, пребыванием в тюрьме в Яньцзи, во время которого умирает императрица Маньчжурии, о которой Рюко самоотверженно заботилась всё это время лишений, им наконец дают разрешение вернуться в родную Японию.
Эйсэй выросла в окружении матери, бабушки и дедушки и стала симпатичной молодой девушкой, с неподдельным интересом изучающей историю и культуру Китая. У Рюко наконец-то появилось известие о её муже Футэцу, который все ещё находится в тюрьме, и паре разрешено обмениваться письмами, когда на них обрушивает новая беда. Их дочь Эйсэй найдена мёртвой в декабре 1959 года на горе Амаги.

## В ролях
- Матико Кё — Рюко Коринкакура (Хироко Айсинкакура)
- Эйдзи Фунакоси — Футэцу (Фукэцу Айсинкакура)
- Ёмэй Рю — Пу Вэнь (Пу И)
- Ацуко Киндаити — императрица Ван Жон
- Тиэко Хигасияма — Нао Сугавара, бабушка Рюко
- Садако Савамура — Кадзуко Сугавара, мать Рюко
- Кунико Миякэ — японская императрица
- Сёдзо Намбу — Хидэсито Сугавара, отец Рюко
- Юко Ясио — Эйсэй, дочь Рюко и Футэцу
- Мицуко Мито — Идзуми
- Тисю Рю — Киносита
- Тацуя Исигуро — Фуруя
- Кэн Мицуда — Асабуки

## Премьеры
- — 27 января 1960 года состоялась национальная премьера фильма в Токио[2]

## Номинации
Премия журнала «Кинэма Дзюмпо» (1961)
- Номинация на премию за лучший фильм 1960 года (по результатам голосования лишь 27-е место).